# 達德公所

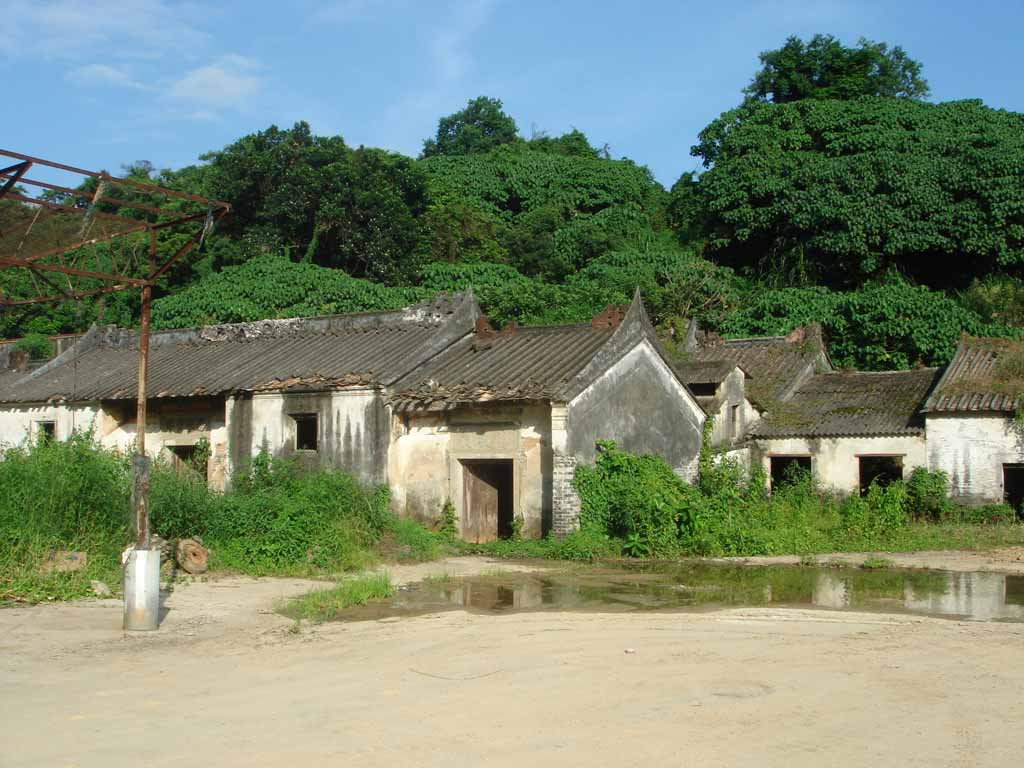
達德公所

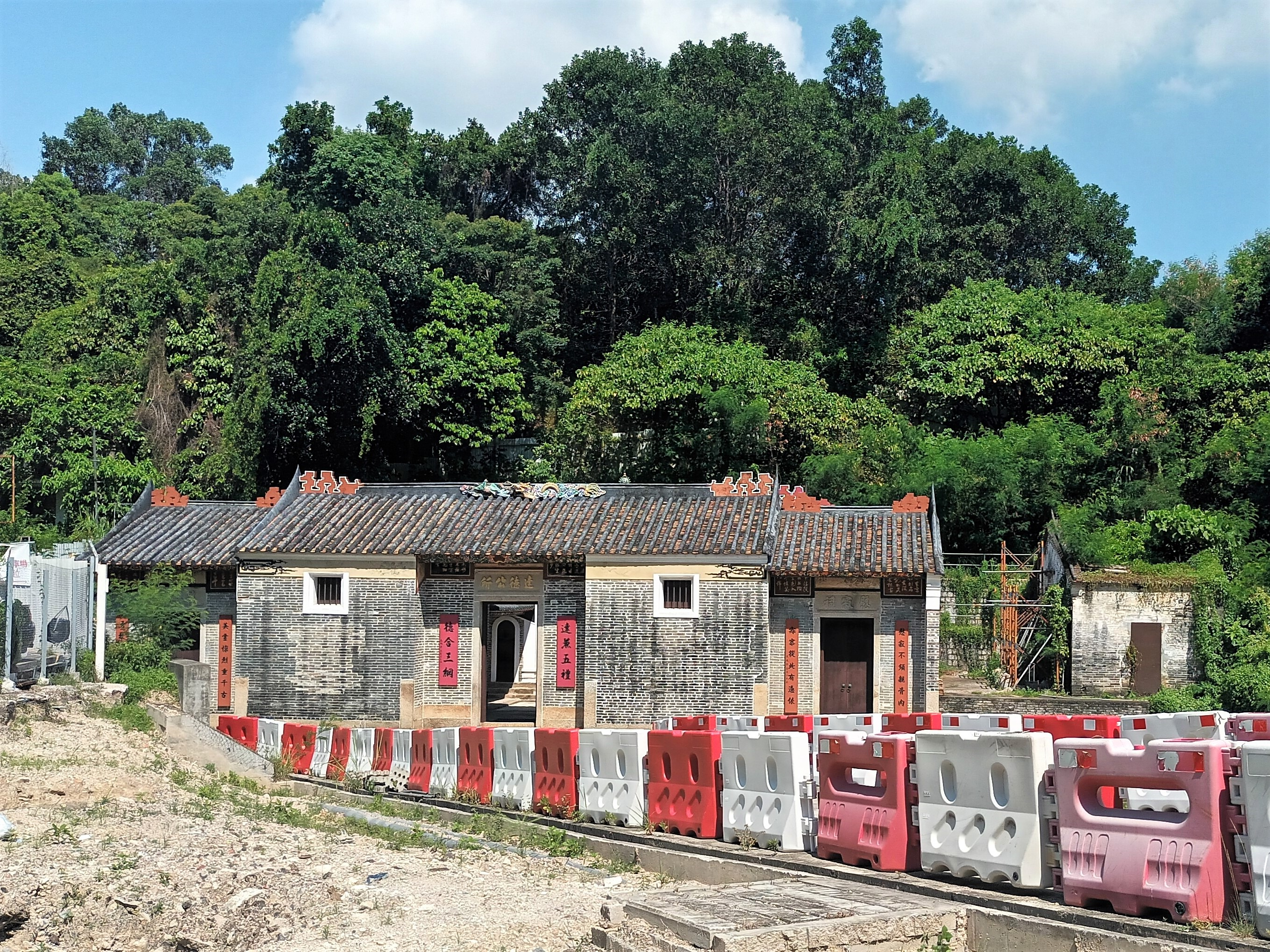
2022年的達德公所

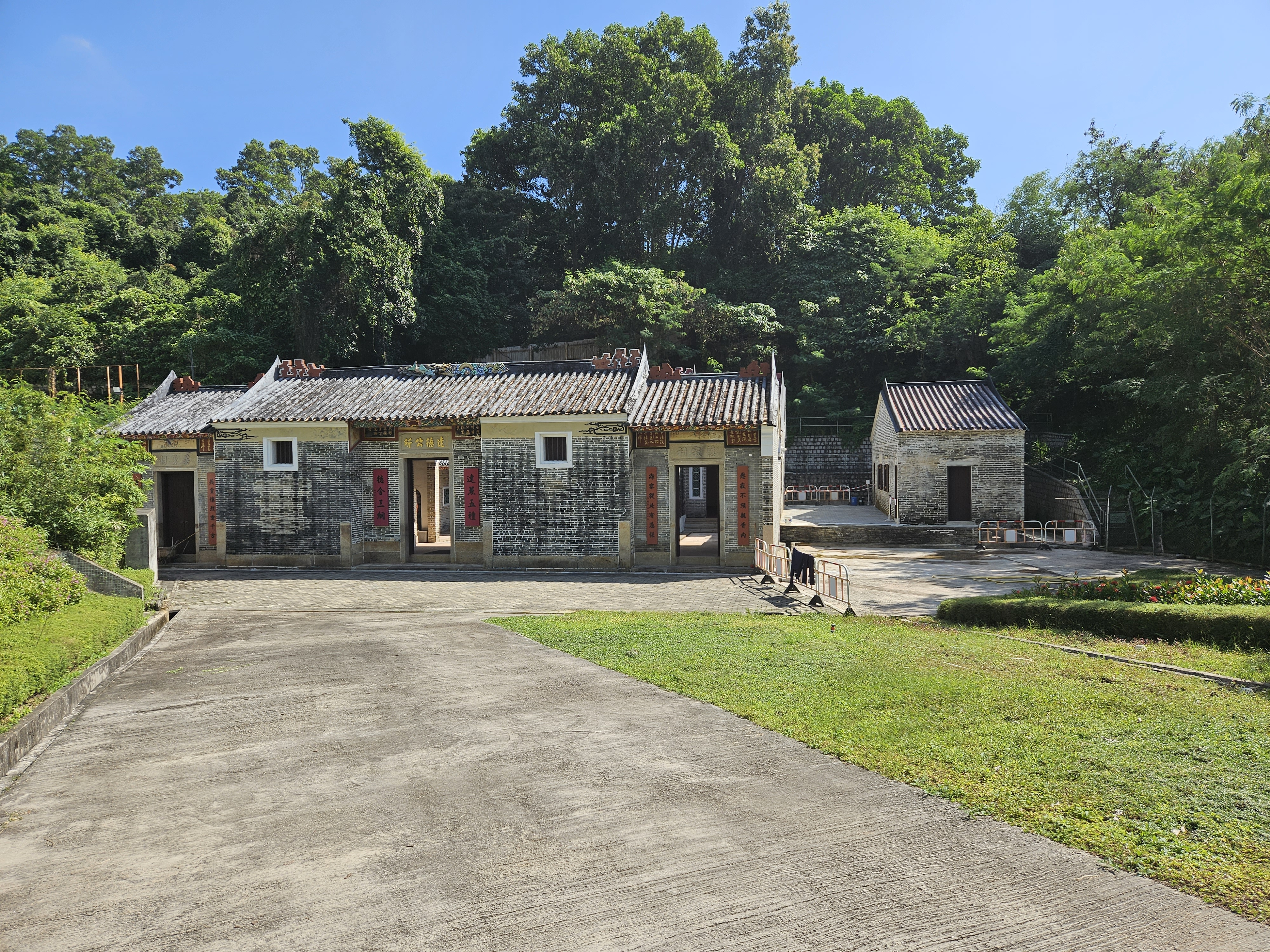
2023年的達德公所

22°26′58.64″N 114°00′25.95″E / 22.4496222°N 114.0072083°E
達德公所（英語：Tat Tak Communal Hall）位於香港元朗區屏山，鄰近聚星路。達德公所建於清朝咸豐年間，至今約有150年歷史，是香港現存唯一兼具村落聯盟的聚會、祭祀及其鄉約屬下的露天市集管理處的公所。達德公所、聚星樓及鄧氏宗祠是屏山三大重要文物建築。
1998年，達德公所被評級為一級歷史建築，於2010年5月17日獲再確認評級，並被視作已列入宣布為古蹟的「備用名單」。並於2013年2月20日獲古物諮詢委員會重申宣布為古蹟的建議。

## 歷史
屏山位於后海灣之旁，水陸交通便利，附近元朗和屯門約39個村落合組成「約」，稱為「達德約」，領袖為屏山鄧族二十世祖鄧瑞泰。其後， 鄧瑞泰的三子鄧勳猷繼承了聯盟領袖之位，在族人的協助下於咸豐七年在屏山聚星樓側設置辦公地點，稱為「達德公所」，長期駐守有更練團，抵禦來自對岸南頭的海盜，以整頓治安及保衛村民的安全。在公所前面的空地曾作為鄰近村落商人聚會的名為「屏山市」的市集，由「達德約」管理。
同治五年，公所增建兩間側廳，分別為左廂「慰寂祠」和右廂「英勇祠」，用以紀念「達德約」與鄰近村落械鬥犧牲的烈士。
1898年，大英帝國透過《展拓香港界址專條》從清朝租借新界；翌年3月28日，達德約發動「抗英揭貼」，組織了屏山鄧族、錦田、元朗、厦村及十八鄉的村民募集款項、購買武器、組織男丁共同抵抗英軍。位於屏山的達德公所正是「抗英揭貼」發生地方，亦為指揮中心。

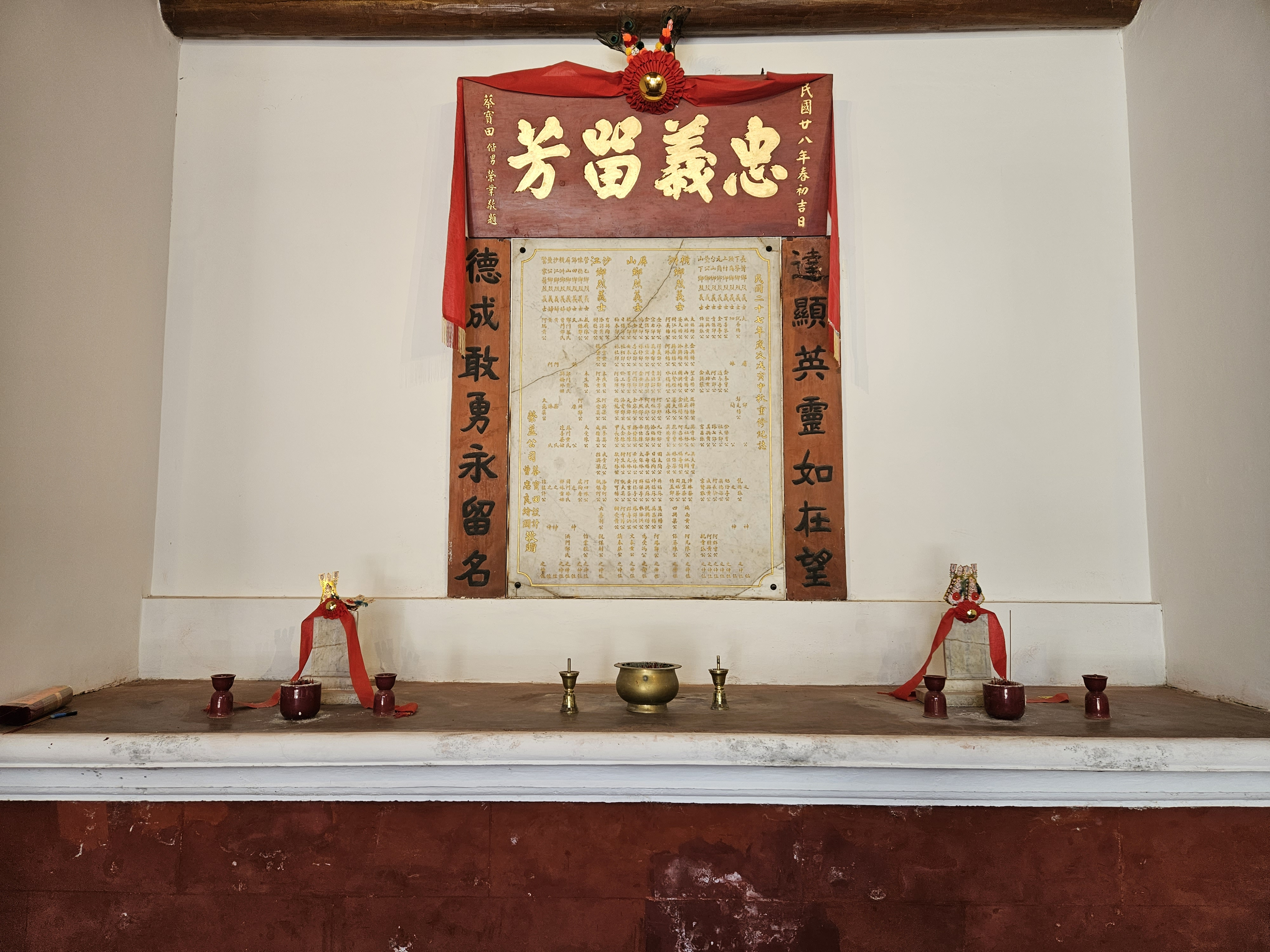
忠義留芳

1938年由屏山鄧族及與「達德約」有聯繫的鄰近村落，包括蓮花地、橫洲、山下村、龍鼓灘、掃管笏等捐款資助重修公所，更為當年抗英犧牲烈士在公所正廳刻石立碑，上方橫匾刻有「忠義留芳」四個金色大字。上款書：「民國廿八年春初吉日」，下款為「蔡寶田偕男榮業敬題」。兩旁對聯：「達顯英靈如在望；德成敢勇永留名」。記載著的姓名，計屏山鄉81人、橫洲鄉33人、沙江鄉18人、長莆鄉1人、下岸鄉3人、鞍崗鄉1人、上村鄉4人、元崗鄉4人、台山鄉5人、鰲磡鄉6人、山下鄉5人、管乙鄉5人、懷德鄉3人、錦田鄉1人、西路疍家蓢3人，合共173人，姓氏包括鄧、林、陶、蘇、李、蔡、黃、梁、楊、洪、薛、鄭、馮、莊、陳、曾、關、何、胡、莫、彭、簡、黎、駱、張、程、房、許共28姓，其中以鄧姓最多。石碑前面並豎立了兩塊供奉文昌和關帝的石神主牌。於維修期間古蹟辦保存了公所內的紀念碑。
1943年，停課的屏山公立達德學校在公所復課一年後遷回原址。1951年基督教兒童福利會在達德公所開設孤兒院，稱為「元朗兒童教養院」，直到1958年關閉後，公所改作私立小學，為兒童提供教育，直至1970年代才結束，一直空置至今。

## 建築
達德公所原為一座兩進三開間式構築物，其後於1866年擴建時在左右兩邊各加建了一間側廳。於1950年代初期用作「元朗兒童教養院」時，在東南面又加建了廚房和飯堂。
公所建築物以青磚建成，配以硬山頂，設有琉璃漏窗，其底層以花崗石建造。入口上方繪有吉祥圖案壁畫和書法，屋簷下的簷口板刻有竹子、牡丹和梅花等吉祥圖案；屋脊兩端則有幾何圖案灰塑。花崗石匾額和門框，入口木門刻有門神，而前廳擋中頂部置有一塊飾有花卉雕刻圖案和中國民間故事的彩門。公所內的彩色玻璃門板和為支撐屋頂結構而架設的鋼筋混凝土橫樑等西方建築元素，相信是後期在二十世紀進行翻新工程時加建的。

## 復修
当年政府開發天水圍新市鎮時，將達德公所周圍土地填高，公所所在地方較四周地面水平低約1米，令公所變成低窪地帶，十多年來遭受到水浸的破壞，牆身剝落，部分青磚鬆脫，建築物內長滿青苔，損毀情況嚴重。建築物後方亦於1990年代遭受山泥傾瀉破壞。
1997年4月19日香港特別行政區候任行政長官董建華訪問屏山，同意初步維修達德公所。古物古蹟辦事處於於2004年進行可行性研究，提出在加高的地基上原址重建建築物的建議方案，於同年9月15日的古諮會會議上獲委員採納。2006年10月決定斥資980萬港元修復維修達德公所，原來預計於2009年年底完成，惟至2012年工程仍然未展開。古物古蹟辦事處表示，鑑於達德公所的地理環境複雜，故此需要進行多項前期技術研究，以制訂合適的方案。根據顧問研究，達德公所可以原址保留及修復，但是達德公所背後的斜坡有潛在的危險，加上周圍地面曾經被港英政府填高，令到建築物長期被浸水中。因而所以，復修工程一再延遲。前期工程如排水及加固建築物等預計於2012年年底展開，至2013年土木工程拓展署將會進行斜坡鞏固工程，完工後會隨即進行主要項目工程，預計於2015年完成。2012年行政長官會同行政會議核准「屏山分區計劃大綱草圖」，將約1.7公頃的土地劃為「其他指定用途」。其中，「其他指定用途」註明「歷史建築物保存作文化及社區用途」地帶包括聚星樓和達德公所；而「其他指定用途」註明「與文物及文化旅遊有關用途」地帶則包括位於聚星樓附近和達德公所前面的兩塊土地。
古蹟辦完成建築物後方斜坡及該處排水系統改善工程的詳細設計，於2012年年底安排為公所建築物進行額外的臨時支撐及緊急修葺工程。2013年，達德公所的排水系統及斜坡改善工程在渠務署及土木工程拓展署協助下展開，全面修復工程則於同年年底展開，預計於2015年竣事。

## 圖片庫

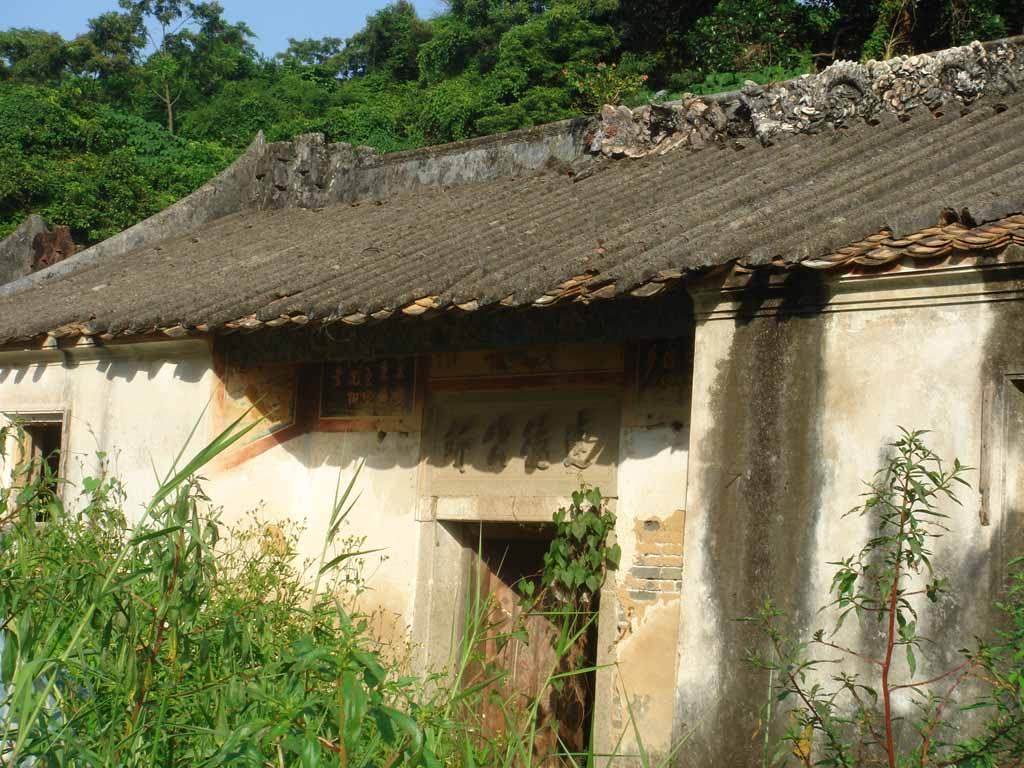
達德公所正門
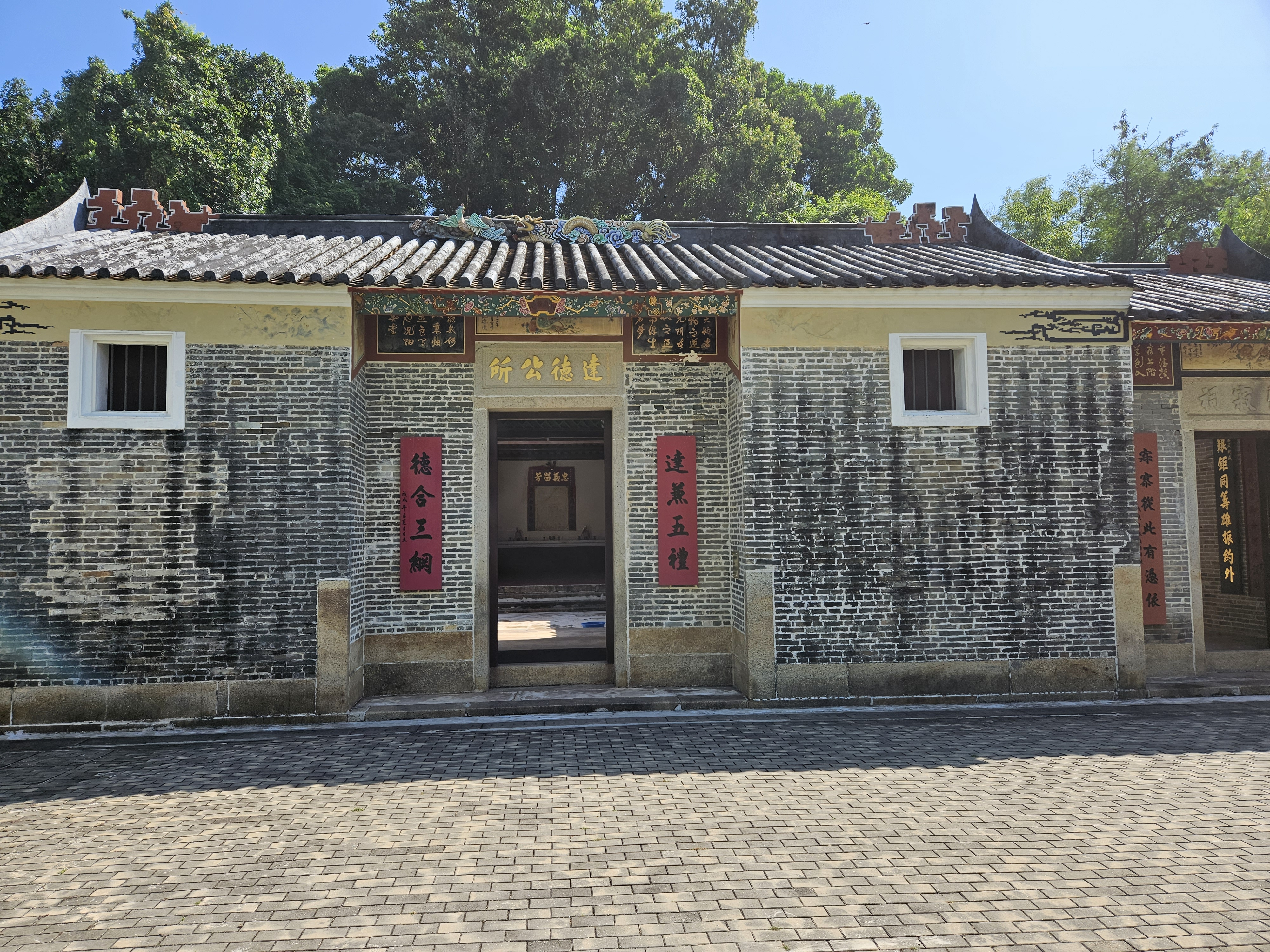
2023年的達德公所正門
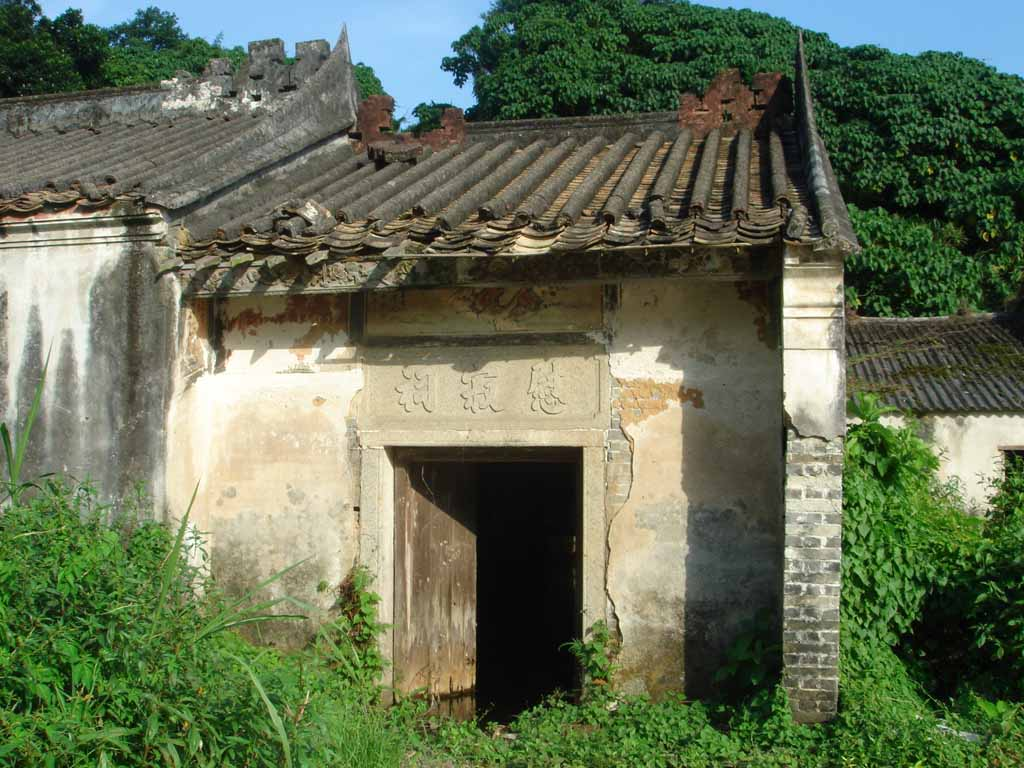
達德公所側的慰寂祠
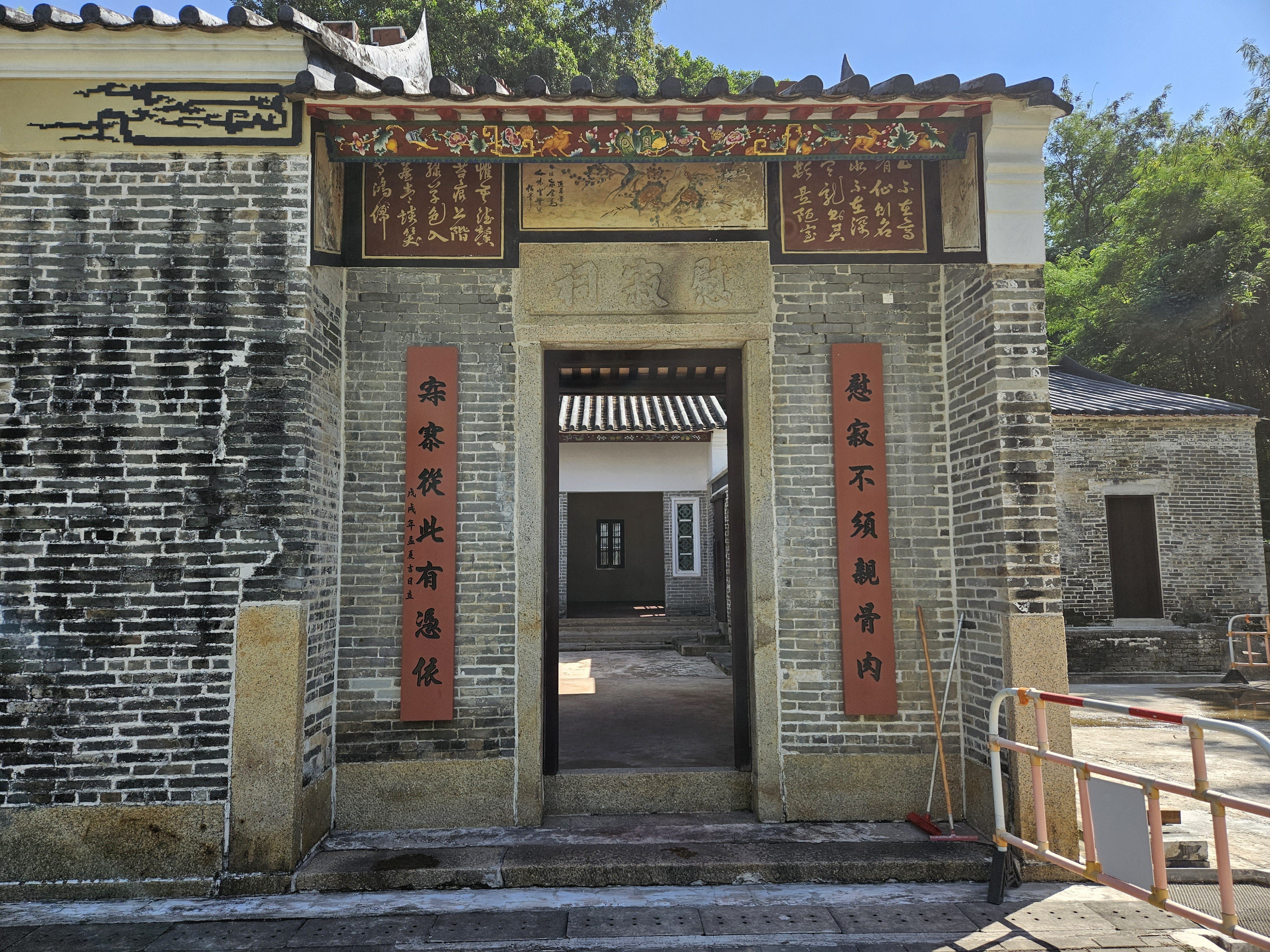
2023年的慰寂祠
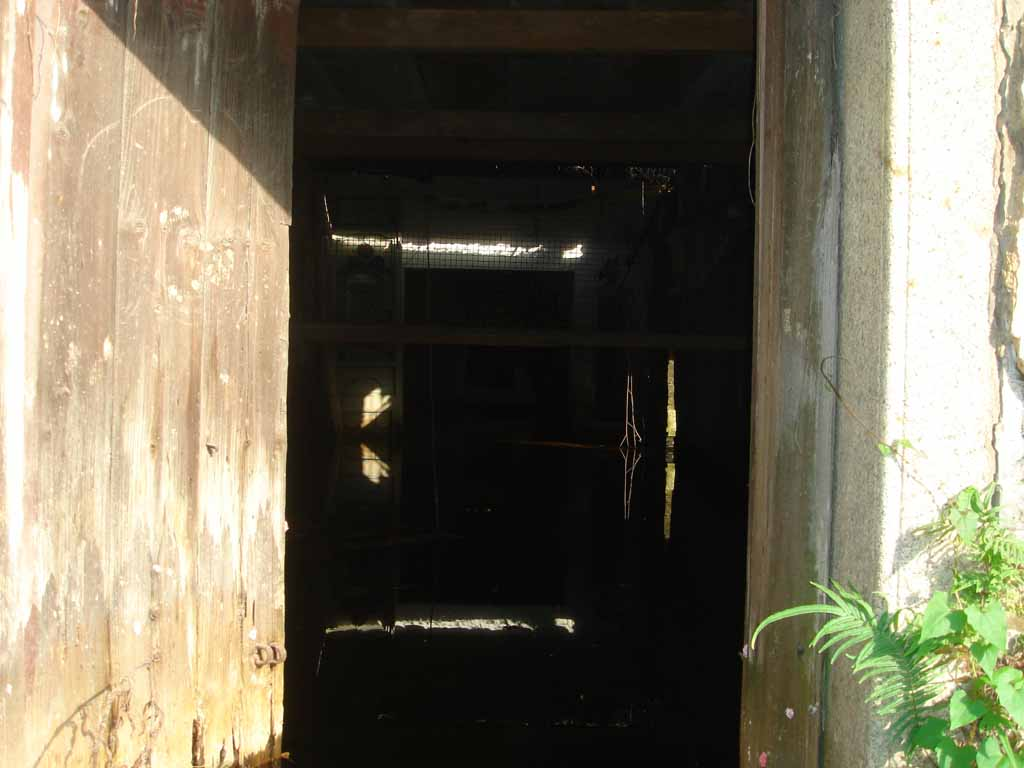
英勇祠內貌
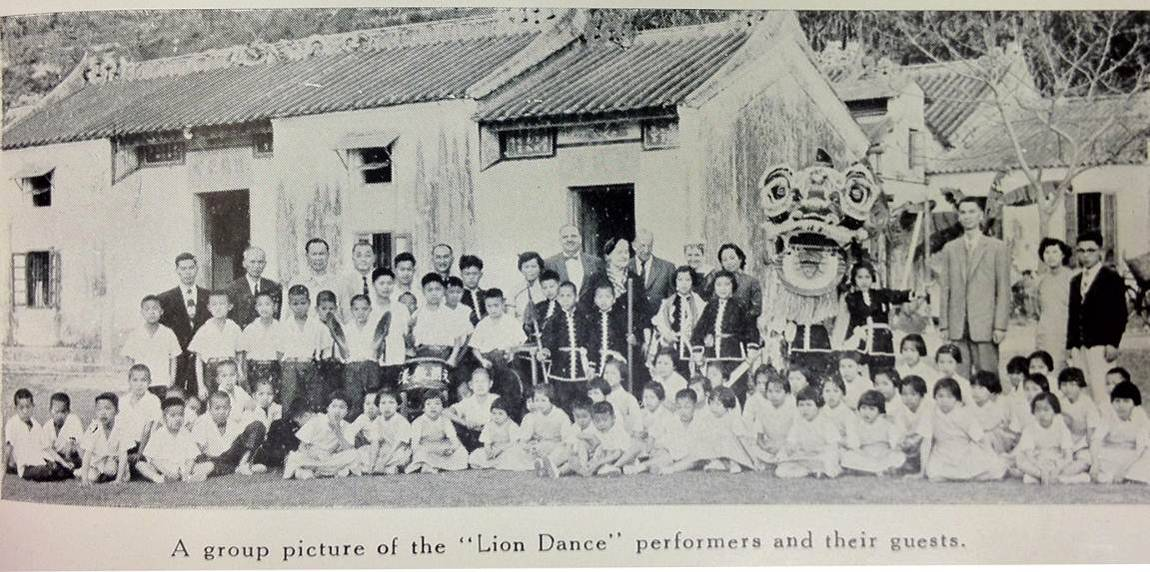
約攝於一九五七年，公所被用作元朗兒童教養院時的舊照片

## 鄰近
- 天水圍站
- 屏湖花園
- 聚星樓
- 上璋圍
- 東華三院郭一葦中學
- 屏山天水圍文化康樂大樓

## 資料來源
1. ↑   (PDF).   [2013-03-18]. （原始内容 (PDF)存档于2019-10-26）.
2. ↑   (PDF).   [2013-03-18]. （原始内容 (PDF)存档于2016-03-05）.
3. ↑  羅慧燕. . 三聯書店(香港)有限公司. 2015-04-08: 57. ISBN 9620437322.
4. ↑  . 雅虎新聞轉載明報. 2012-08-27  [2012-08-27]. （原始内容存档于2012-08-30）.
5. ↑  .   [2013-03-18]. （原始内容存档于2019-09-02）.
6. ↑  港督山頂別墅「重現」 （页面存档备份，存于） 《東方日報》 2013年2月20日

## 外部連結
- 香港地方—建設及建築物;歷史建築(五)元朗 （页面存档备份，存于）
- 大水淹前抗英指揮中心　900萬元復修達德公所 （页面存档备份，存于） 《太陽報》2006年10月23日（於2006年12月30日讀取）
- 香港史認識新界 （页面存档备份，存于）
- 達德公所與新界抗英 （页面存档备份，存于）
- 達德公所/ 陳天權[永久]
- 香港元朗屏山达德公所[永久]